# Formelsatz
Als Formelsatz bezeichnet man in der Typografie den Satz vor allem mathematischer, aber auch chemischer Formeln, für den Druck oder die Anzeige am Bildschirm. Das Setzen von Formeln ist schwieriger als von reinem Text, da hierbei Zeichen nicht nur nebeneinander, sondern auch übereinander (z. B. bei Brüchen) gesetzt werden müssen. Manche Zeichen müssen sich über nachfolgende Zeichen erstrecken (z. B. Wurzelzeichen); ferner kann ihre Größe abhängig sein von nachfolgenden Zeichen (z. B. Klammern) oder von ihrer Funktion (Indizes und Exponenten). Eine weitere Schwierigkeit liegt in der Vielfalt der mathematischen Zeichen. Ähnliche Zeichen müssen deutlich unterscheidbar sein.

## Traditionen des Formelsatzes
In verschiedenen Ländern haben sich im Laufe der Geschichte verschiedene Konventionen für den Satz mathematischer Formeln entwickelt. Sie unterscheiden sich vor allem in den verwendeten Schriftgraden und der Spationierung, also der Verteilung von Leerräumen. Neben diesen kleinen Unterschieden gibt es auch einige große Unterschiede, die im Folgenden vorgestellt werden.

### Textformeln und abgesetzte Formeln
Im Formelsatz unterscheidet man zwischen im Fließtext stehenden Textformeln wie {\displaystyle \textstyle {\bar {x}}={\sqrt[{n}]{\prod _{i=1}^{n}x_{i}}}} und abgesetzten Formeln, die eingerückt in einer eigenen Zeile stehen, wie
{\displaystyle l=\lim _{\Delta t\to 0}{\Bigl (}\sum \nolimits _{n=1}^{T/\Delta t}(g\cdot t_{n}\cdot \Delta t){\Bigr )}=\int _{0}^{T}g\cdot t\;\mathrm {d} t={\frac {g}{2}}\cdot T^{2}}.
Die beiden Beispiele entsprechen den Konventionen des US-amerikanischen Formelsatzes. Sie zeigen sich vor allem an der Art, wie obere und untere Grenzen bei Summen-, Produkt- und Integralzeichen gesetzt werden. Hier werden die oberen und unteren Grenzen rechts vom Symbol angeordnet.
In anderen Traditionen, wie der russischen und auch der deutschen, werden die Grenzen immer über und unter das Symbol geschrieben, auf das sie sich beziehen, wie im Fließtext {\displaystyle \textstyle \sum \limits _{i=1}^{n}x_{i}=x_{1}+\cdots +x_{n}} oder in einer eigenen Zeile
{\displaystyle l=\lim _{\Delta t\to 0}{\biggl (}\sum _{n=1}^{T/\Delta t}(g\cdot t_{n}\cdot \Delta t){\biggr )}=\int \limits _{0}^{T}g\cdot t\;\mathrm {d} t={\frac {g}{2}}\cdot T^{2}}.
Bei Wikipedia basiert der Formelsatz auf TeX, einem amerikanischen System für Text- und Formelsatz, das aber auch die deutsche Schreibweise unterstützt. Im amerikanischen Satz wird Platz gespart, und größere Leerräume zwischen den Zeilen wie im folgenden Fall werden vermieden. Diese Leerräume sind für den Verleger ungünstig, weil dadurch mehr Papier unbedruckt bleibt; sie können durch die ungleichmäßigen Zeilenabstände die Lesbarkeit verschlechtern. Aus denselben Gründen kann ein Bruch im Fließtext statt {\displaystyle {\frac {A}{B}}} in der Weise {\displaystyle A/B} geschrieben werden. In Deutschland nach DIN 1302 und international nach ISO 80000-1 sind beide Schreibweisen gleichberechtigt. Alternativ zu dieser geänderten Schreibweise unterstützt TeX auch eine kleinere Form {\displaystyle {\tfrac {A}{B}}} .
Formeln, die Bestandteile eines Satzes sind, sollen gemäß DIN 1338, auch wenn sie frei stehen, hinsichtlich der Satzzeichen wie ein Satzteil behandelt werden. Dabei soll zwischen Formel und Satzzeichen ein Ausschluss gesetzt werden. Tabellarisch aufgelistete Formeln werden dagegen nicht durch Satzzeichen ergänzt.

### Schriftgrade
Im Allgemeinen werden für Indizes und Exponenten kleinere Schriftgrade gewählt als für die eigentlichen Formelbuchstaben. Um wie viel kleiner diese Formelelemente gegenüber dem Rest sind, hängt vom Sprachraum ab. Hier spielen allein schon unterschiedliche Maßsysteme eine Rolle: Amerikanische Drucker verwenden den sogenannten Pica-Punkt (auch: Printer’s Point), der etwa 0,351 mm misst. Demgegenüber wird in Europa traditionell das französische Punkt-System verwendet wird, das auf François Ambroise Didot zurückgeht. Dieser Didot-Punkt ist etwa 0,376 mm groß und damit größer als der amerikanische Pica-Punkt. Mit der Einführung des Desktop-Publishing (DTP) wurde ein weiteres Maß eingeführt, der DTP-Punkt mit der Länge 0,353 mm. Er ist derzeit das einzige verlässliche Maß in den meisten Anwendungsprogrammen, wie etwa Microsoft Word, Photoshop sowie der Druckerkommunikation, während etwa CorelDRAW metrisch programmiert wurde. In LaTeX, und daher auch in der Wikipedia, werden Exponenten und Indizes um 3 pt kleiner als der umgebende Formeltext gesetzt. In Russland dagegen werden Exponenten und Indizes um 2 dd kleiner gesetzt.
Im Formelsatz werden verschiedene Schriftgrößen nicht nur bei Indizes und Exponenten verwendet, sondern auch bei den Grenzen von Summen, Produkten und Integralen. Im amerikanischen Formelsatz werden auch Zähler und Nenner von Brüchen in kleinerer Schrift gesetzt, abhängig davon, wie groß der umgebende Text ist und in welcher Stufe der Bruch steht, wenn es sich um einen mehrfachen Bruch handelt:
{\displaystyle {\frac {2+{\frac {1/2+{\frac {5}{3}}}{5^{3}}}}{\sqrt {\frac {2}{3}}}}}
Im deutschen und russischen Formelsatz dagegen werden zwar Grenzen und Indizes sowie Exponenten kleiner gesetzt, die Nenner und Zähler in Brüchen haben aber immer dieselbe Größe wie im Rest der Formel.

### Aussehen mathematischer Symbole
Einige Unterschiede im Formelsatz betreffen die Form einzelner Zeichen, wie des Wurzel-, Vergleichs- und Integralzeichens, die in angloamerikanischer, deutscher und russischer Tradition unterschiedlich aussehen können.
| Amerikanische Form    | Deutsche Form          | Russische Form             |
| --------------------- | ---------------------- | -------------------------- |
|                       |                        |                            |
| {\displaystyle \leq } | {\displaystyle \leqq } | {\displaystyle \leqslant } |
|                       |                        |                            |

Entgegen dieser Darstellung ist in DIN 1302 („Allgemeine mathematische Zeichen und Begriffe“) für „kleiner gleich“ dasjenige Zeichen festgelegt, das hier als amerikanische Form aufgeführt wird. Die deutsche Form des Wurzelzeichens ist selbst in den DIN-Normen nicht einheitlich, aber typisch so, wie hier angegeben.

### Geradestehende, geneigte und kursive Schrift
Ob Formelbuchstaben geradestehend (z. B. das kleine lateinische a), geneigt (a) oder kursiv ({\displaystyle a}) geschrieben werden, hängt ebenfalls von der dahinterstehenden Tradition ab. Der Differentialoperator d wird nach DIN aufrecht geschrieben und nach AMS kursiv. Allen Traditionen ist es gemein, dass definierte mathematische Funktionszeichen wie sin und exp aufrecht geschrieben werden.
Im angloamerikanischen Sprachraum werden große griechische Buchstaben und Konstanten, wie die Eulersche Zahl e, die imaginäre Einheit i (mit {\displaystyle {\mathrm {i} }^{2}=-1}) oder der Goldene Schnitt {\displaystyle {\mathrm {\Phi } }={\tfrac {1+{\sqrt {5}}}{2}}}, aufrecht geschrieben, Variablen und kleine griechische Buchstaben dagegen kursiv, beispielsweise {\displaystyle \omega ={\tfrac {\mathrm {d} \varphi }{\mathrm {d} t}}}. Im französischen und russischen Formelsatz werden dagegen traditionell alle griechischen Buchstaben sowie zusätzlich im Französischen alle Großbuchstaben aufrecht geschrieben. Die Formel nach amerikanischer Tradition
{\displaystyle \theta =\arccos \left({\frac {a}{c}}\right)\neq R={\sqrt {a^{2}-2ab+b^{2}}}\approx \Gamma }
wird im russischen Formelsatz mit aufrechtem θ geschrieben:
θ {\displaystyle =\arccos \left({\frac {a}{c}}\right)\neq R={\sqrt {a^{2}-2ab+b^{2}}}\approx {\rm {\Gamma }}}
Im französischen Formelsatz würde neben dem θ auch das R aufrecht geschrieben:
θ {\displaystyle =\arccos \left({\frac {a}{c}}\right)\neq {\mathrm {R} }={\sqrt {a^{2}-2ab+b^{2}}}\approx {\rm {\Gamma }}}
Im deutschen Formelsatz gilt die nachfolgende Tabelle. Damit unterscheidet sich die deutsche Variante von der amerikanischen nur im {\displaystyle \Gamma }:
{\displaystyle \theta =\arccos \left({\frac {a}{c}}\right)\neq R={\sqrt {a^{2}-2ab+b^{2}}}\approx {\mathit {\Gamma }}}
In DIN 1304 („Formelzeichen“) und DIN 1338 („Formelschreibweise und Formelsatz“), inzwischen auch international in ISO 80000-1 (Deutsche Fassung als DIN EN ISO 80000-1:2013 „Größen und Einheiten – Teil 1: Allgemeines“), wird festgelegt:
| Gegenstand                                                                   | Schriftlage    | Beispiele |
| ---------------------------------------------------------------------------- | -------------- | --- |
| Zahlen, in Ziffern geschrieben                                               | geradestehend  | 1; 1234; −0,734                                                                                               |
| Zahlen, durch Buchstaben dargestellt, bei freier Bedeutung                   | kursiv/geneigt | n-fach; 2n; aik                                                                                               |
| Zahlen, durch Buchstaben dargestellt, bei konventioneller Bedeutung          | geradestehend  | e = 2,71828… (eulersche Zahl) i2 = j2 = −1 (imaginäre Einheit)                                                |
| Formelzeichen für physikalische Größen, auch physikalische Konstanten        | kursiv/geneigt | i (elektr. Stromstärke); m (Masse) e ≈ 1.602e-19 As (Elementarladung) μ0 ≈ 1.257e-6 H/m (magn. Feldkonstante) |
| Zeichen für Funktionen und Operatoren, wenn deren Bedeutung frei wählbar ist | kursiv/geneigt | y = f(x) u(t) = U0 sin ωt                                                                                     |
| Zeichen für Funktionen und Operatoren, wenn mit konventioneller Bedeutung    | geradestehend  | d; ∂; Δ; Σ div; lim; Re (Realteil); lg; sin                                                                   |
| Zeichen für Einheiten                                                        | geradestehend  | m (Meter); μF (Mikrofarad)                                                                                    |
| Symbole für Chemie und Atomphysik                                            | geradestehend  | Fe (Eisen); e− (Elektron)                                                                                     |
| Wortabkürzungen                                                              | geradestehend  | pabs (absolut); Fmin (minimal)                                                                                |

Diese Regeln für Formelzeichen gelten auch für Indizes (DIN 1338, Kap 3.4.2).

### Griechische Buchstaben

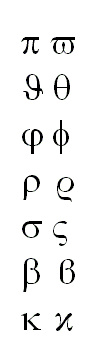
Variantformen griechischer Buchstaben

Die meisten Formelsatztraditionen verwenden die heute üblichen griechischen Druckbuchstaben. Einige verwenden sie in aufrechter Form, andere schreiben sie kursiv. Mehrere Kleinbuchstaben existieren in verschiedenen Schreibweisen und werden in nebenstehendem Bild gezeigt. Ferner liegen zwei Formen beim Epsilon vor: {\displaystyle \epsilon } neben {\displaystyle \varepsilon }. Griechische Buchstaben, die wie lateinische aussehen, sind als Formelzeichen nicht geeignet.
Beide Formen des Pi waren seit dem Mittelalter nebeneinander gebräuchlich, {\displaystyle \varpi } ist sogar noch in einigen griechischen Schreibschriften im 19. Jahrhundert zu finden, seitdem ist es aber aus der normalen griechischen Schrift verschwunden. Als Formelzeichen in der Bedeutung als Kreiszahl wird heute {\displaystyle \pi } geschrieben, als Lemniskatische Konstante {\displaystyle \varpi }. Diese Form tritt allerdings außerhalb der Astronomie recht selten auf. Die beiden Varianten des Theta, {\displaystyle \theta } und {\displaystyle \vartheta }, sind in gedruckten griechischen Texten bedeutungsgleich, als Formelzeichen hingegen können sie zwei verschiedene Sachverhalte bezeichnen. Ähnliches gilt für Phi mit {\displaystyle \phi } und {\displaystyle \varphi }. Die erste Form kommt aus der Handschrift, während die zweite die in griechischen Drucken übliche Form darstellt. Beim Sigma sind die Form {\displaystyle \sigma }, die in Drucken am Anfang und in der Mitte eines Wortes auftritt, und die Form {\displaystyle \varsigma } zu unterscheiden, die in Drucktexten am Ende von Wörtern auftritt.
Welche Formen der griechischen Buchstaben verwendet werden, hängt von der Formelsatztradition ab. Der anglo-amerikanische Formelsatz verwendet alle angegebenen Formen parallel. Nach ISO sind {\displaystyle \vartheta ,\;\kappa ,\;\varrho } und {\displaystyle \varphi } zu bevorzugen. Nach den Empfehlungen der IUPAP sind bis auf {\displaystyle \pi } und {\displaystyle \varpi } sowie die nichtaustauschbaren Varianten {\displaystyle \sigma } und {\displaystyle \varsigma } die Variantformen als äquivalent anzusehen und sollen somit keine eigenständige Bedeutung haben.
Das in Mathematik und Physik verwendete griechische kleine Ny, geschrieben ν (geradestehend) oder ν (geneigt) oder {\displaystyle \nu } (kursiv), lässt sich vom lateinischen kleinen Vau, geschrieben v (geradestehend), v (geneigt) oder {\displaystyle v} (kursiv), durch geeignete Schriftwahl unterscheiden. Besonders schwer zu unterscheiden ist das griechische kleine Ypsilon, geschrieben υ, υ oder {\displaystyle \upsilon }.

### Zeilenumbruch in Formeln
Lange Formeln können so groß sein, dass sie nicht mehr in eine Zeile passen und auf mehrere Zeilen aufgeteilt werden müssen. Die wichtigsten genormten Regeln sind:
- Eine Gleichung, die sich mit einem weiteren Gleichheitszeichen fortsetzt, wird vor diesem Zeichen geteilt. Das weitere Gleichheitszeichen steht am Anfang der neuen Zeile unter dem vorangegangenen Gleichheitszeichen.
- Lange Terme werden vor einem Plus- oder Minuszeichen geteilt, jedoch möglichst nicht innerhalb von Klammern. Das Plus- oder Minuszeichen steht am Anfang der neuen Zeile weiter rechts als das vorangehende Gleichheitszeichen.
- Muss ein Produkt geteilt werden, gilt Entsprechendes.
- Zahlenwert und Einheit sowie die Faktoren einer abgeleiteten Einheit werden nicht getrennt.

Im russischen Formelsatz wird der Operator am Ende der getrennten Zeile gesetzt und in der neuen Zeile wiederholt, im  amerikanischen Satz erscheint er dagegen wie im deutschen nur in der zweiten Zeile.

### Schriftarten für den Formelsatz
Für den Formelsatz empfiehlt sich aus Gründen der Unterscheidbarkeit eine Schriftart mit Serifen. Zu Einzelheiten und Ausnahmen siehe unter Formelzeichen. (Da diese Schriftart bei Wikipedia nur im Formeleditor zugänglich ist, wird die Empfehlung hier nicht konsequent umgesetzt.)
In mathematischen Formeln werden neben Buchstaben und Ziffern auch mathematische Zeichen verwendet, die nur selten in Textschriften vorhanden sind. Dazu zählen zum einen spezielle mathematische Zeichen wie {\displaystyle \nleq }, zum anderen die oben genannten Variantformen griechischer Buchstaben. Um diesem Mangel abzuhelfen, existieren diverse Schriftarten, die die griechischen Buchstaben sowie die Varianten von Theta, Pi und Sigma neben vielen anderen mathematischen Sonderzeichen enthalten.

## Programme für den Formelsatz in elektronischen Medien

### Formeleditoren
Ein häufig benutztes Format für Formelsatz auf dem Computer ist TeX bzw. LaTeX. TeX ist insbesondere im naturwissenschaftlichen Bereich weit verbreitet und setzt sich dort zunehmend als Standard für wissenschaftliche Publikationen durch. Die Gründe dafür liegen neben dem sauberen Layout vor allem auch am hervorragenden Formelsatz.
Bei LaTeX empfiehlt sich die Benutzung der AMS-LaTeX-Pakete, die weitere Spezialitäten des Formelsatzes ermöglichen bzw. leichter zugänglich machen. Während beispielsweise beim Setzen von mehrzeiligen Formeln die notbehelfsmäßige LaTeX-Umgebung eqnarray den gravierenden typographischen Fehler eines zu großen Leerraumes um das Gleichheitszeichen erzeugt und bei komplexeren Anforderungen an die Ausrichtung untereinander stehender Terme schnell an ihre Grenzen stößt, bietet AMS-LaTeX für diesen Zweck zahlreiche spezialisierte Umgebungen an (z. B. align).
Viele WYSIWYG-Textverarbeitungssysteme stellen für die Eingabe von Formeln sogenannte Formeleditoren bereit. Die Eingabe der Formeln mit einem Formeleditor ist zwar intuitiv, aber gleichzeitig etwas umständlich.
Im OpenOffice.org- und dem LibreOffice-Paket ist die Komponente Math für das Erstellen von Formelsätzen zuständig. In Math erstellte Formelsätze können in Textdokumenten (OOo Writer), Präsentationen (OOo Impress) oder Tabellenkalkulationen (OOo Calc) eingebunden werden. In Math geschriebene Formeln können auch direkt im MathML-Format gespeichert werden.
Ein Windows-basierter Formeleditor, der MathML zur Erzeugung und Einbindung von Formeln als Bild in beliebige Anwendungen erlaubt, ist das unter Open Source bereitgestellte Werkzeug MathCast (für Windows).

### MathML
MathML ist eine Auszeichnungssprache für mathematische Formeln, die vor allem für die Verwendung auf Webseiten gedacht ist und dabei in hohem Maße auf die mathematischen Zeichen in Unicode zurückgreift. Der Formelsatz in HTML-Dokumenten gestaltet sich zurzeit noch relativ schwierig, da wenige Web-Browser MathML unterstützen. Die zurzeit gängigste Methode, kompliziertere Formeln auf Webseiten darzustellen, besteht darin, die Formeln mit TeX zu erzeugen und als Grafiken einzubinden. LaTeX2html tut dies automatisch und erstellt gleichzeitig <ALT>-Attribute, die den Quellcode der Formel enthalten.

## Geschichte
Der Formelsatz ist fast so alt wie der Buchdruck selbst. Den ersten gedruckten Büchern wie der Gutenberg-Bibel folgten bald auch mathematische Werke. Bis zu Beginn des 19. Jh. war die Qualität des Formelsatzes bescheiden. Ab etwa 1850 verbesserte er sich, um 1900 einen vorläufigen Höhepunkt zu erlangen.
Durch die starke Verbreitung der Schreibmaschine ab etwa 1925 trat ein Rückschritt ein: viele mathematische Texte (insbesondere Diplomarbeiten und Dissertationen) wurden nicht mehr in Druckereien professionell gesetzt, sondern selbst vom Autor mit einer Schreibmaschine. Formeln wurden anfangs per Hand in freigelassene Lücken nachgetragen, ab den 1960er Jahren gab es auch spezielle Schreibmaschinen mit halbzeiligem Abstand für Hoch- und Tiefstellungen, wodurch einfache Formeln prinzipiell setzbar waren. Auf diese Weise sind eine ganze Reihe von Büchern mit dem charakteristischen Schreibmaschinen-Schriftbild und Flatterrand entstanden (Beispiel: Hans Opolka, Winfried Scharlau: Von Fermat bis Minkowski. 1980).
Dieser Entwicklung hat Donald Knuth ab 1977 mit der Entwicklung von TeX Einhalt geboten. Ab etwa 1994 gilt es als schlechter Stil, mathematische Texte nicht mit TeX zu setzen. Andererseits gab es parallel zum Schreibmaschinensatz in den 1960er Jahren einen zweiten Höhepunkt in der Qualität des Handsatzes (Beispiel: Oskar Perron: Irrationalzahlen. 1960).
Mit dem Formelsatz beschäftigte sich bis zur Einführung von TeX im Wesentlichen die Berufsgruppe der Formelsetzer:

„Die Ausbildung im Satz mathematischer und chemischer Formeln ist in den Ausbildungsunterlagen für Schriftsetzer vorgesehen; doch besteht noch vielfach die Meinung, daß diese Satzart nur wenigen Spezialsetzern vorbehalten sei. Deshalb wird hierauf bei der allgemeinen Ausbildung des Setzer meist nur geringer Wert gelegt, und so kommt es, daß der Berufsnachwuchs nur weniger Betriebe den Aufgaben gewachsen ist, die die […] wesentlich steigende Produktion mathematischer und chemischer Bücher an die Schriftsetzereien stellt.“

## Normen
- DIN 1338 Formelschreibweise und Formelsatz
- DIN 1302 Allgemeine mathematische Zeichen und Begriffe
- DIN 1304 Formelzeichen
- ISO/IEC 80000 Größen und Einheiten (Quantities and Units)